# ینس-پتر هرولد
ینس-پتر هرولد (آلمانی: Jens-Peter Herold؛ زادهٔ ۲ ژوئن ۱۹۶۵) دونده دو نیمه‌استقامت اهل آلمان بود.